# 管黎峰
管黎峰（1955年—），陕西西安人，中国人民解放军少将。

## 生平
管黎峰是硕士学历。曾任兰州军区司令部通信部副部长、兰州军区司令部通信部部长。2010年9月任宁夏军区参谋长，2013年任兰州军区副参谋长，2016年任西部战区陆军副司令员。
2011年12月31日晋升少将。